# Càl·licles
|  | Per a altres significats, vegeu «Càl·licles (desambiguació)». |

Càl·licles (Καλλικλῆς) fou un filòsof grec que va viure a finals del segle V aC i es va fer famós per la seva defensa del dret natural.

## El dret natural
Càl·licles afirmava que la natura (phýsis) i la llei (nómos) són totalment oposades, encara que no haurien de tenir el mateix valor: el nómos ha de prevaldre. Així, defensava la llei natural del més fort, en oposició a les lleis artificials existents que protegeixen els febles. La teoria de la força arriba a la seua formulació més descarada, convertida en llei, l'individu no usa la seua força en benefici de la ciutat sinó en el seu propi profit. Teoria que està enquadrada dins la filosofia hedonística.
Defineix la llei com la màxima injustícia contra la natura. La llei no sotmet el més feble enfront del més fort. La llei tendeix a igualar les persones. És bo allò que satisfà l'individu, però només l'individu que lluita per aconseguir el que vol, el més fort.
Encarna la posició més radical en la concepció de la nova llei. En ell, la discussió entre el nómos i la physis arriba a una oposició irreconciliable.

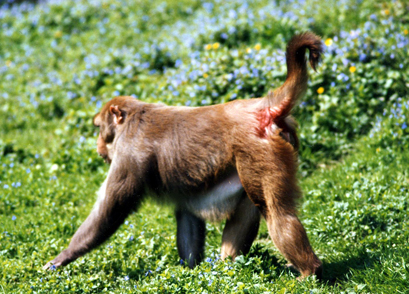
En la natura es compleix el "dret natural", el mascle dominant marca el seu territori per aconseguir la submissió del grup i així fer la seva voluntat sense tenir en compte les necessitats dels més febles

## Càl·licles a través de Plató
Plató va retratar les idees de Càl·licles al diàleg Gòrgies, en què apareix com un defensor del dret natural portat a la pràctica, precursor de la política pragmàtica. Aquestes teories serien desenvolupades a l'Alemanya de començaments del segle XX amb el nom de Realpolitik.
Càl·licles és descrit en el diàleg platònic com un jove estudiant de filosofia sofista. Defensa la posició d'un amoralisme oligàrquiac, partint de la base que en la natura el fet més normal és que el més fort domini els dèbils, i arribant a la conclusió que resultaria injust per part dels dèbils resistir-se a aquesta llei natural. Per tant, les lleis en defensa dels dèbils calia que fossin suprimides. Una altra raó per a rebutjar les lleis era que aquestes no havien estat redactades pels déus sinó pels humans i, per tant, eren imperfectes i injustes.
La filosofia descrita en aquest diàleg va servir d'inspiració a filòsofs posteriors, com Friedrich Nietzsche (1844-1900), que les va desenvolupar en les obres Així parlà Zaratustra i La voluntat de poder (Der Wille zur Macht).

## Altres dades biogràfiques
De Càl·licles, en sabem poc més a part del que en diu Plató. Pertanyia al districte atenenc anomenat Acamae, el més gran de tots, que coincidiria amb l'actual Akarnes. També sabem de la seva passió per la vida política i per un tal Demo, fill de Pirilamp, passió comparable a la que mostrava Sòcrates per la filosofia i per Alcibíades. Pirilamp era, de fet, amic i confident de Pericles; s'havia casat en segones núpcies amb Perittione, la mare de Plató. Mentre que Demo és recordat en altres fonts per la tenir una bellesa excepcional. També, en un altre apartat d'aquest diàleg, Sòcrates cita altres tres personatges que van existir en la vida real, en qualitat d'amics i coetanis de Càl·licles: Androni, fill d'Androsió (polític), Tisandre d'Afidna (membre de la bona societat atenenca) i Nausicide de Colargo (ric propietari de molins, esmentat també per Aristòfanes).
Plató raona sobre el que podria ser una profecia da destrucció. Parlant d'una possible crisi de la polis, Sòcrates opina que personalitats com Temistocles, Cimon i Pericles continuarien sent lloats pels ciutadans, però probablement la responsabilitat recauria sobre els assessors, i Sòcrates afegeix: «Potser et responsabilitzarien també a tu [Càl·licles], i al meu amic Alcibíades, encara que no en fóssiu culpables». Sabem que, el 415 aC, Alcibíades havia estat condemnat acusat de rebel·lia en relació amb l'escàndol de la mutilació de les estàtues anomenades herma: és possible, doncs, que en el mateix període també Càl·licles fos acusat per un assumpte polític, i acabés apartat de la vida social en aquella polis. Caldria trobar el seu cos per a confirmar la hipòtesi d'Eric Dodds, segons la qual Càl·licles podria haver mort encara jove durant la Guerra del Peloponès.
M. Untersteiner hi aporta un nou punt de vista, amb la possibilitat que Càl·licles en realitat només seria un pseudònim. Sota aquest nom, podrien estar encobertes aquestes persones:
- el mateix Plató, abans d'haver conegut Sòcrates, quan només era un jove de la noblesa atenenca;[9]
- Isòcrates, retòric i adversari de Plató;[10]
- Alcibíades, contrari al règim democràtic;
- Críties, oncle matern de Plató i sofista membre dels Trenta Tirans, defensor de l'oposició entre nómos i phýsis;
- finalment, Càl·licles podria ser portaveu d'idees de l'autèntic Gòrgies, cèlebre sofista.